# Drift (Nosaj Thing)
Drift è il primo album in studio del musicista statunitense Nosaj Thing, pubblicato dalla Alpha Pup Records il 9 giugno 2009. Ha avuto generalmente recensioni positive dalla critica, con una votazione media su Metacritic pari a 83/100.

## Tracce
1. Quest – 1:36
2. Fog – 3:42
3. Coat of Arms – 3:28
4. IOIO – 3:25
5. 1685/Bach – 2:48
6. Caves – 3:48
7. Light #1 – 2:56
8. Light #2 – 3:11
9. 2222 – 1:59
10. Us – 3:07
11. Voices – 3:21
12. Lords – 3:27